# Johann Tiergart
Johann Tiergart (* 1380; † 28. November 1456 in Pilten) war Bischof von Kurland und Priester des Deutschen Ordens.

## Leben
Aus einer in Danzig seit der zweiten Hälfte des 14. Jahrhunderts in mehreren Linien vertretenen Patrizierfamilie entstammend, studierte er zunächst an der Prager Artistenfakultät, machte Ende 1402 sein Baccalaureat und immatrikulierte sich 1408 in Bologna. 1411 studierte er in Leipzig, wo er vermutlich zum Magister promoviert wurde.
Der Hochmeister des Deutschen Ordens, Michael Küchmeister, berief Tiergart 1419 zum Generalprokurator des Ordens an der römischen Kurie und nahm ihn als Priesterbruder in den Orden auf. 1421 reiste er nach Preußen, wo er die Transsumierung zahlreicher Privilegien und Urkunden des Ordens zu veranlassen hatte, die er an der Kurie benötigte.
Neben den Auseinandersetzungen mit Polen beschäftigten Tiergart am päpstlichen Hof in erster Linie die Bestrebungen des Rigaer Erzbischofs Johannes Ambundii und seines Domkapitels, die sich aus dem Abhängigkeitsverhältnis vom Deutschen Orden befreien wollten. Als 1424 Gerüchte von einer schweren Erkrankung des Erzbischofs laut wurden, wurde Tiergart vom Hochmeister für dessen Nachfolge in Aussicht genommen, um das Erzbistum wieder enger an den Orden zu binden. Tiergart lehnte dies jedoch unter Hinweis auf mangelnde Befähigung ab.
Nach dem Tode des Kurländischen Bischofs Gottschalk Schutte (1424) wurde Tiergart auf Betreiben des Hochmeisters Paul von Rusdorf gegen den vom Domkapitel gewählten Dietrich Tanke durch Papst Martin V. zum Nachfolger ernannt. Tiergart weigerte sich zunächst, das gering dotierte Bistum anzunehmen, doch willigte er nach der Zusicherung des Papstes, ihn bei nächster Gelegenheit in eine bedeutendere Diözese zu versetzen, ein. Seine Provision erfolgte am 19. Januar 1425. Tiergart verpflichtete sich im Folgenden zu finanzieller Unterstützung Tankes und ein Einsetzen beim Hochmeister für folgende Bistumsbesetzungen.
Als von Preußen die Nachricht vom angeblichen Tode des Bischofs von Dorpat an der Kurie eintraf, verwandte sich der Hochmeister für die Translation Tiergarts in das nach Riga reichste Bistum. Nachdem sich die Todesnachricht jedoch als falsch erwiesen hat, scheint man in Preußen die Abberufung Tiergarts als Generalprokurator ins Auge gefasst zu haben. Nach seiner Erhebung zum Bischof trat Tiergart in die deutsche Animabruderschaft in Rom ein. Im Juli 1425 zog er nach Preußen und Livland, um sich mit dem Hochmeister zu beraten und von seinem Bistum Besitz zu ergreifen. Mitte Oktober traf er auf Schloss Pilten in Kurland ein. Auf Betreiben des Hochmeisters nahm er im Januar 1426 an einer Zusammenkunft der livländischen Prälaten mit dem Ordensmeister von Livland in Walk teil. Mitte Februar hielt er sich beim Hochmeister auf der Marienburg auf, wo er erneut mit den Amtsgeschäften des Generalprokurators betraut und an die Kurie entsandt wurde. Für die Zeit seiner Abwesenheit betraute Tiergart den samländischen Domherren Johann Hamel mit der Verwaltung seiner Diözese.
In Rom beschäftigte er sich mit den Forderungen des Domkapitels von Riga. Doch gesundheitliche Beschwerden und Amtsmüdigkeit ließen Tiergart den Hochmeister im Frühjahr 1428 um Entbindung von seiner Funktion als Generalprokurator ersuchen. Mitte Dezember 1428 übernahm sein Nachfolger die Amtsgeschäfte. Bevor Tiergart aber in sein Bistum zurückkehren konnte, wurde er von Papst Martin V. zum Gubernator von Fermo und bald darauf von Spoleto bestellt. Im Frühjahr 1432 erhielt er dann von Papst Eugen IV. die Erlaubnis zur Heimkehr, doch konnte er Italien erst am 24. November 1432 endgültig verlassen. Mitte Januar 1433 hielt er sich dann für kurze Zeit beim Konzil von Basel auf.
In seiner Diözese arbeitete er an einer Beilegung der Streitigkeiten mit dem Domkapitel von Riga, das ihm im August 1436 das Castrum Dondangen mit allem Zubehör verkaufte. Darüber hinaus suchte er einen Ausgleich zwischen dem Orden und den Prälaten in Livland zu vermitteln. Auch im Streit zwischen Hochmeister Paul von Rusdorf und den livländischen Ratsgebietigern wirkte er als Unterhändler. 1439 wurde er dann als Obmann vorgeschlagen, wozu er 1440 nach Preußen reiste. Da sich der Deutschmeister aber weigerte, auf dieses Angebot einzugehen, und der Hochmeister zurücktrat, erledigte sich seine Mission. 1449 forderte er die Einberufung eines Tages zur Klärung der Territorienfrage, der aber offenbar nicht zustande kam, da er seine Bitte 1451 wiederholte.
An den Rand eines tiefen Zerwürfnisses mit seinem Orden führte Tiergart seit 1452 das zunächst geheim betriebene Vorhaben, das Bistum Kurland in die Hände seines Bruders Augustin gegen die Zahlung einer jährlichen Pension zu resignieren. Seinen Neffen Johann Lindau stattete er deshalb mit Geld aus und sandte ihn an die Kurie. Unterstützung für seinen Plan fand er nicht nur beim Papst, sondern auch bei einflussreichen Kurialen sowie dem deutschen Kardinal Peter von Schaumburg. Als der Orden davon erfuhr, wurde der Generalprokurator Jodocus Hogenstein damit beauftragt, das Vorhaben Tiergarts zu durchkreuzen, da der Hochmeister das Präsentationsrecht des Ordens gefährdet sah. Hinzu kam, dass sich die Familie Tiergart wegen ihrer engen Beziehungen zum Bund der preußischen Stände, der sich tendenziell gegen den Orden richtete, ohnedies schon den Argwohn des Hochmeisters zugezogen hatte. Um die Verleihung des Bistums an Augustin Tiergart zu verhindern, ließ der Hochmeister nun seinen Kaplan Andreas Santberg als Gegenkandidaten aufstellen.
Mitte 1455 ließ Tiergart dann jedoch überraschend von seinem Plan ab. Im Januar 1456 wird erstmals von einer schweren Erkrankung des Bischofs berichtet. Doch nahm er noch mit Zustimmung des Domkapitels den Hofjuristen des livländischen Ordensmeisters, den aus Elbing stammenden Paul Einwalt de Waltris, als Koadjutor an.